# Pietro II Orseolo
Ne doit pas être confondu avec Pietro Orseolo.
Pietro II Orseolo est le 26e doge de Venise. Il gouverne la république de Venise jusqu'en 1009, date à laquelle il est remplacé par son fils Ottone Orseolo.

## Biographie
Pietro Orseolo est le fils du 23e doge Pietro I Orseolo. Il est élu, en 991, par l'assemblée populaire à peine âgé de trente ans, il est considéré comme l'un des doges les plus compétents et entreprenants.
En mars 992, Pietro Orseolo obtient des empereurs d'orient Basile II et Constantin VIII une
bulle d'or qui confirme les privilèges commerciaux et leur immunités ; il reçoit le même avantage de l'empereur d'occident Otton III le 19 juillet 992, qui n'a, à l'époque, que douze ans. Il conclut des accords de paix et commerciaux avec les évêques de Belluno, Ceneda, Trévise et avec de nombreux États sarrasins.
En 996, à Vérone, l'empereur est le parrain du troisième fils du doge  qui est appelé Otton. La même année Pietro II Orseolo organise une expédition navale  contre les pirates narentins qui se trouvent dans l'Adriatique ; les Narentins, défaits, commence à asservir les populations dalmates qui demandent l'aide de Venise. Pietro II Orseolo organise de nouveau une grande flotte: en 998 ou en 1000 les Narentins sont anéantis, la Dalmatie et l'Istrie passent sous la protection de Venise. Le doge prend le titre de duc de Dalmatie (Dux Dalmatiae) ce qui donne l'origine de la fête du mariage avec la mer, qui sera codifiée par le doge Sebastian Ziani.
En 1002, Pietro II Orseolo se porte au secours des Byzantins à Bari, assiégés par les Arabes. La même année, le nouvel empereur d'occident Henri II confirme les privilèges commerciaux de Venise et devient le parrain, toujours à Vérone, du dernier fils du Doge, Enrico.
L'année suivante Pietro réussit à arranger le mariage, en présence de Basileus des Romains Basile II, de son fils Giovanni et Maria Argira, une noble dame byzantine. En 1004, enfin, il associe son fils Giovanni au trône comme corégent, de façon qu'il lui succède et rendre ainsi héréditaire la charge.
La mort inattendue en  1007 de Giovanni et Maria, à cause de la peste, conduit Pietro II à nommer co-Dux son autre fils, Otton, à peine âgé de quatorze ans. Presque au même moment, il confie à son fils ainé, Orso, la chaire des diocèses de Torcello, assurant ainsi la continuité des pouvoirs de sa famille. À cette époque, le doge s'emploie à reconstruire  Grado et la cathédrale de Santa Maria à Torcello, embellissant Eraclea, la basilique Saint-Marc et le palais des Doges.
Son fils et corégent Giovanni meurt de la peste. À sa place, son fils Otton est élu, son autre fils Orso est nommé en 1008 évêque de Torcello. Pietro II Orseolo meurt en septembre 1009 et est enterré dans l'église vénitienne de San Zaccaria.